# ماندیسو
ماندیسو (به لاتین: Mandiso) یک منطقهٔ مسکونی در ماداگاسکار است که در توآلانارو واقع شده‌است. ماندیسو ۶٬۰۰۰ نفر جمعیت دارد و ۸۹ متر بالاتر از سطح دریا واقع شده‌است.